# ショウジョウトキ
ショウジョウトキ (猩猩朱鷺、学名：Eudocimus ruber )は、ペリカン目トキ科に分類される鳥類の一種である。
同属のシロトキとは体形、習性が同じであり、飼育下では比較的簡単に交雑雑種をつくることができるため、一部には両者は同種として扱うべきだという意見もある。しかし、ベネズエラにある両種の混合コロニーで自然の交雑例がないことなどから、別種として扱う説が有力である。

## 分布
南アメリカの北部の沿岸部に分布する。

## 形態

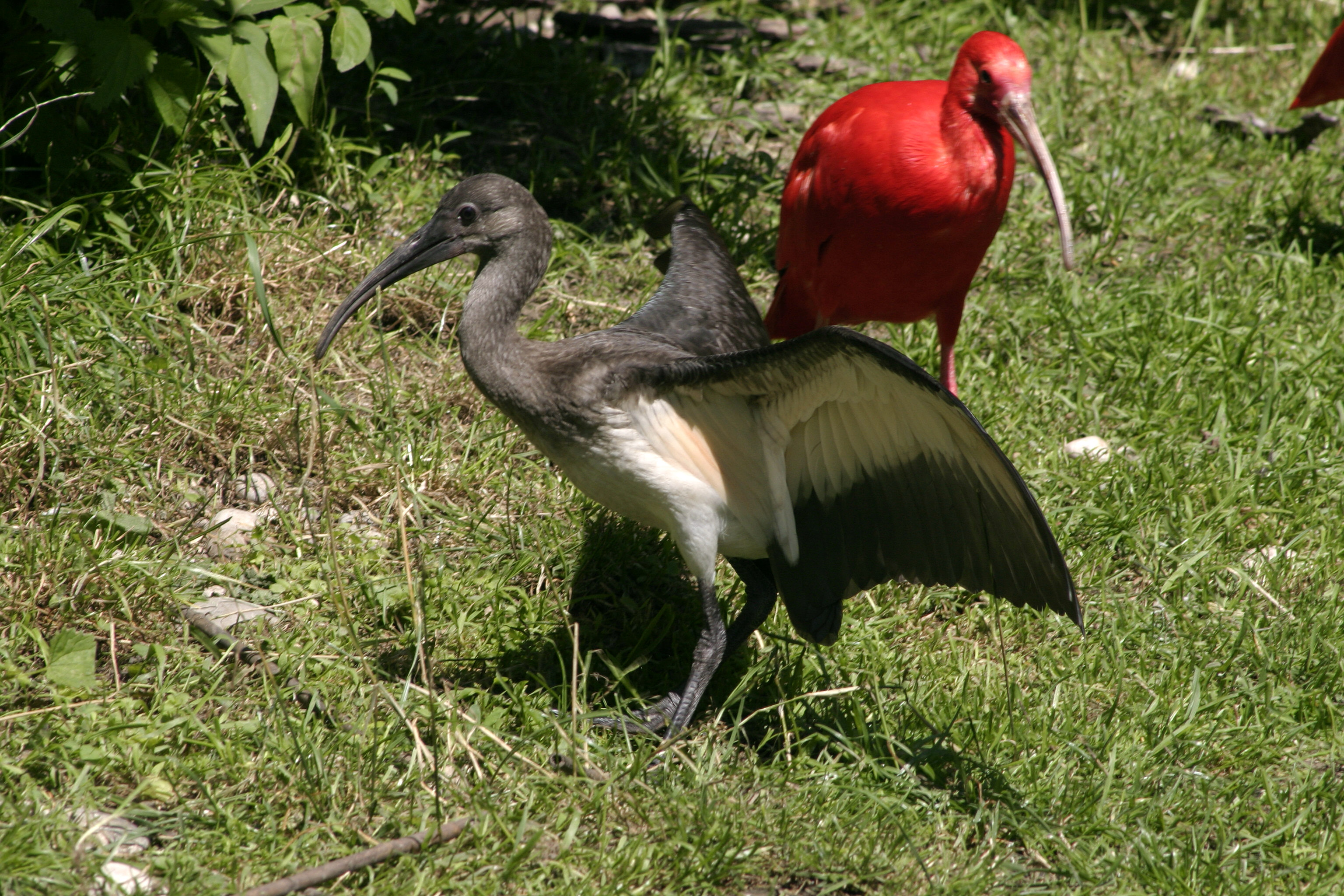
幼鳥（手前）と成鳥

体長約60cm。体色は鮮やかな朱赤色で、非常に目立つ。嘴の基部から眼先にかけての皮膚の裸出部も赤い。幼鳥の体色は黒褐色である。

## 生態
海岸や川岸のマングローブ林に生息する。
カエルや魚類、甲殻類などの小動物を捕食する。
集団繁殖地（コロニー）を形成して繁殖する。しばしば他種と共同でコロニーを作る。雄が巣材を集め、雌が水辺の樹上などに巣を作る。1腹2-4個の卵を産み、抱卵期間は21-23日である。抱卵、育雛とも雌雄共同で行う。雛は孵化後約42日で巣立ちする。